# Polycarpa chinensis
Polycarpa chinensis är en sjöpungsart som först beskrevs av Takasi Tokioka 1967.  Polycarpa chinensis ingår i släktet Polycarpa och familjen Styelidae. Inga underarter finns listade i Catalogue of Life.